# Single Density
Single Density (einfache Dichte), abgekürzt mit SD oder 1D, ist eine Bezeichnung für die Aufzeichnungsdichte auf älteren Disketten und auch Magnetbändern. Für die Codierung wird das FM-Verfahren verwendet. SD-Disketten gibt es in den Formaten 8″, 5¼″ sowie selten auch 3½″ und 3″. SD-Disketten sind die erste Generation Computerdisketten und kamen 1971 (8″) bzw. 1976 (5¼″) auf den Markt. 8″- und 5¼″-SD-Disketten gibt es in einseitiger (single sided, SS) und zweiseitiger (double sided, DS) Ausführung.
8″-SD-Disketten verfügen nominell über 77 Spuren bei einer Spurdichte von 48 tpi, die Anzahl der Sektoren und damit die Kapazität sind in weiten Bereichen variabel. Das  ursprüngliche Format hatte eine Kapazität von 180 KB.
5¼″-SD-Disketten  verfügen nominell über 40 Spuren mit je 4 Sektoren bei einer Spurdichte von 48 tpi, was einer Kapazität von 80 KB (einseitig) oder 160 KB (zweiseitig) entspricht. Die Datentransferrate liegt bei 125 kb·s−1.
Die seltenen 3½″-SD-Disketten verfügen nominell über 40 Spuren mit je 9 Sektoren bei einer Spurdichte von 67,5 tpi, was einer Kapazität von 360 KB (zweiseitig) entspricht.